# Azarah
Azarah (accadi: 𒀀𒍝𒊏𒄴, A-za-ra-aḫ) va ser un antic rei d'Assíria que apareix a la Llista dels reis com el quinzè dels «disset reis que vivien en tendes» segons les Cròniques Mesopotàmiques, Va succeir a Belu i el va succeir Ushpia. Fora d'això no se'n sap res més del seu regnat.